# Berghof (Wipperfürth)
Berghof ist eine Ortschaft von Wipperfürth im Oberbergischen Kreis im Regierungsbezirk Köln in Nordrhein-Westfalen (Deutschland).

## Lage und Beschreibung
Die Ortschaft liegt im Norden von Wipperfürth in 860 m Entfernung zur Neyetalsperre am 318,8 m hohen Kreuzberg. Nachbarorte sind Wipperfürth, Ommer, Sonnenschein, Großblumberg, Hasselbick und Voßkuhle. Im Westen der Ortschaft entspringt der in die Wupper mündende Berghofer Bach.
Politisch wird der Ort durch den Direktkandidaten des Wahlbezirks 02 (020) Sanderhöhe und Wolfsiepen im Rat der Stadt Wipperfürth vertreten.

## Geschichte
1487 wird der Ort erstmals unter der Bezeichnung „Berghoeve“ in einer Darlehensliste für Herzog Wilhelm III von Berg aufgeführt. Auf der Karte Topographia Ducatus Montani aus dem Jahre 1715 besteht „Bergerhof“ aus zwei Höfen. Die Karte Topographische Aufnahme der Rheinlande von 1825 benennt die Hofschaft bereits mit der heute noch üblichen Bezeichnung „Berghof“ und zeigt auf umgrenztem Hofraum neun getrennt voneinander liegende Grundrisse.

## Busverbindungen
Über die Linien der Haltestelle Wipperfürth Busbahnhof Sugères-Platz (VRS/OVAG) ist eine Anbindung an den öffentlichen Personennahverkehr gegeben.

## Wanderwege
In 150 Meter Entfernung führen die vom SGV ausgeschilderten Wanderwege ◇6: Wupperweg, X28: Graf-Engelbert-Weg, der mit dem Symbol Halbes Mühlrad: Straße der Arbeit bezeichnete Weg und ein Zugangsweg zum Weg Rund um Wipperfürth an der Ortschaft vorbei.